# Список умерших в 1183 году
В этой статье представлен список известных людей, умерших в 1183 году.
См. также: Категория:Умершие в 1183 году'

## Январь
- 21 января — Ардуино да Пьяченца — кардинал-священник Санта-Кроче-ин-Джерусалемме (1178—1183)

## Февраль
- 6 февраля — Хильдегунда Меерская[англ.] — святая римско-католической церкви[1].
- 20 февраля — Пётр из Целлы — епископ Шартра (1181—1183) — средневековый религиозный писатель, бенедиктинец.

## Март
- 28 марта — Елизавета де Вермандуа — графиня Вермадуа (1168—1182), графиня-консорт Фландрии (1168—1183), жена Филиппа I Эльзасского

## Май
- 22 мая — Бертольд фон Бусснанг[нем.] — епископ Констанца (1174—1183)
- 25 мая — Арнольд I фон Валькур[нем.] — архиепископ Трира (1169—1183)

## Июнь
- 11 июня — Генрих Молодой Король — номинальный король Англии (1170—1183), соправитель отца, Генриха II Плантагенета.
- 26 июня — Кардона, Педро де — архиепископ Толедо (1181—1182), кардинал-священник Сан-Лоренцо-ин-Дамасо (1181—1183)

## Июль
- 11 июля — Оттон I Рыжий — участник второго крестового похода, пфальцграф Баварии (как Оттон V) (1156—1180), герцог Баварии (1180—1183), (родоначальник баварских Виттельсбахов)

## Август
- 12 августа — Маргарита Наваррская — королева-консорт Сицилии (1154—1166), регент королевства (1166—1172)
- 23 августа — Кристиан I фон Бух — архиепископ Майнца (1160—1161, 1165—1183), эрцканцлер Священной Римской империи.

## Сентябрь
- 19 сентября — Жильбер д’Эссайи — великий магистр ордена Госпитальеров (1163—1170).

## Октябрь
- Алексей II Комнин — византийский император (1180—1183), убит.

## Ноябрь
- 23 ноября — Уильям Фиц-Роберт — граф Глостер (1121—1183).
- 27 ноября — Ротроу[англ.] — архиепископ Руана (1165—1183)

## Дата неизвестна или требует уточнения
- Альберик Тайлефер Тулузский[фр.] — Граф д’Альбон, дофин Вьеннский (1157—1183)
- Анри I д’Авогур — граф Трегье и сеньор де Гоэлё (1135/1136—1183), последний граф Генгана (1135/1136—?).
- Готфрид I, граф Шпонгейма (с не позднее 1136).
- Джагадекамалла III[англ.] — правитель Западной Чалукья (1164—1183).
- Изяслав Глебович, князь переяславский, сын Глеба Юрьевича.
- Исхак ибн Мухаммад ибн Гания, эмир (вали) Мальоркской тайфы (1155—1183/1184).
- Кретьен де Труа — выдающийся средневековый французский мастер куртуазного романа. Дата смерти предположительна.
- Ли Тао[англ.] — китайский историк.
- Ма Юй — ученик Ван Чунъяна, второй патриарх даосской Цюаньжэнь, основатель подшколы Юсяньпай («Школа Встреч с Бессмертными»).
- Пьер I де Куртене — сеньор де Куртене, де Монтаржи и де Шаратон, де Шампинель, де Шато-Ренар, де Шарни-ан-Гатине. де Танле (1150/1155—1180/1183}, основатель второго дома Куртене. Дата смерти предположительна.
- Уго Пьерлеони, католический церковный деятель, кардинал-священник Сан-Клементе (1178—1183), кардинал-дьякон Сант-Анджело-ин-Пескерия (1171—1178).
- Райнеро да Павия, католический церковный деятель, кардинал-священник Санти-Джованни-э-Паоло (1182—1183).
- Райнери Монферратский — византийский политический деятель, вероятно отравлен.
- Роберт[англ.] — граф Казерты, наместник Сицилийского королевства на материке (1171—1183)
- Роберт Фиц-Стефан — англонормандский барон, первым начавший боевые действия в рамках нормандского вторжения в Ирландию, лорд Пеннарда, лорд-соправитель Корка, основатель валлийского монастыря Страта Флорида. Дата смерти предположительна.
- Роберт III де Стутвиль, английский барон и военачальник.
- Симон — граф Саарбрюккена (1135—1183)
- Феодосий I Ворадиот[англ.] — константинопольский патриарх (1179—1183)
- Филипп Харвенгский[англ.] — католический теолог.